# Heracleum sphondylium
Heracleum sphondylium, la branca ursina, espondilio o pie de oso, es una planta bienal natural de Europa, excepto Islandia y Asia. Está muy extendida por praderas y pastizales, junto a carreteras, setos y bosques. 

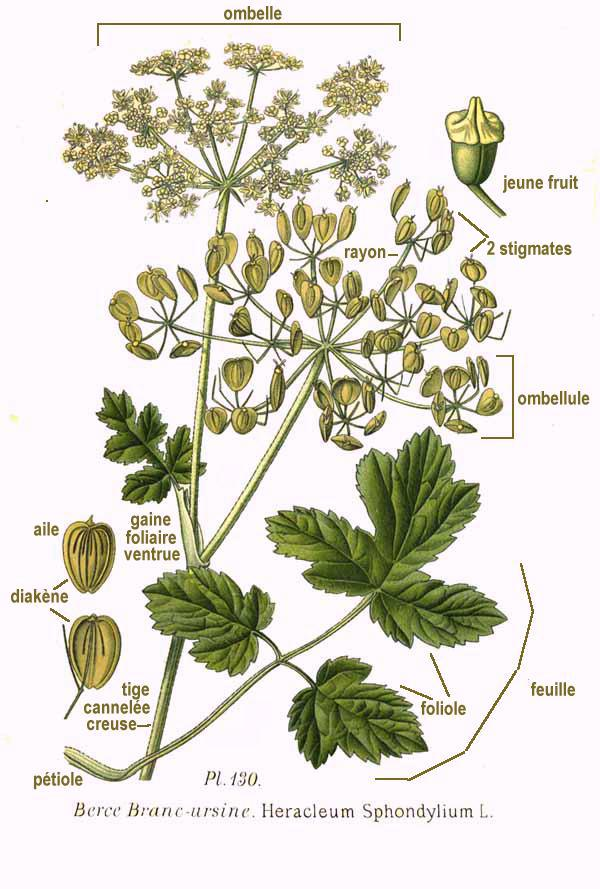
Ilustración

## Descripción
Hierba muy robusta bienal o perenne de vida corta. Tiene el tallo hueco y alcanza los 6 a 12 dm de altura con hojas pinnadas y pelosas, divididas en 5-7 lóbulos agudos o compuestos por 3-5 segmentos; tiene umbelas dobles de hasta 20 cm de diámetro de flores blancas. Frutos pequeños elíptico a redondeado aplanado, glabro, ampliamente alado. Florece a final de primavera y en el verano.

## Usos
Heracleum sphondylium contiene como ingredientes activos un jugo irritante (furanocumarina) y un aceite esencial, que puede ser utilizado en la medicina herbal como hipotensor, estimulante y digestivo. Se puede preparar como infusión, decocción o tintura.
En la cocina se pueden preparar los brotes en ensaladas. Las semillas se pueden hacer macerar en alcohol para preparar un licor agradable.
En Europa del Este las hojas se fermentan para obtener un tipo de cerveza (o Parst bartsch).

## Taxonomía
Heracleum sphondylium fue descrita por  Carlos Linneo y publicado en Species Plantarum 1: 249. 1753.
Citología
Número de cromosomas de Heracleum sphondylium (Fam. Umbelliferae) y táxones infraespecíficos = Heracleum sphondylium L.
 n=11.
Sinonimia
- Heracleum alpinum subsp. benearnense Rouy & E.G.Camus in Rouy & Foucaud
- Heracleum alpinum subsp. pyrenaicum (Lam.) Rouy & E.G. Camus in Rouy & Foucaud
- Heracleum alpinum var. pyrenaicum (Lam.) Pers.
- Heracleum austriacum var. elegans Crantz
- Heracleum ceretanum Sennen
- Heracleum granatense Boiss.
- Heracleum longifolium Jacq.
- Heracleum montanum Schleich. ex Gaudin
- Heracleum panaces sensu Lange in Willk. & Lange
- Heracleum pyrenaicum Lam.
- Heracleum setosum var. granatense (Boiss.) Rouy & E.G. Camus in Rouy & Foucaud
- Heracleum setosum Lapeyr.
- Heracleum sibiricum subsp. longifolium (Jacq.) Arcang.[3]

## Propiedades
- Tiene propiedades hipotensoras, estimulantes y digestivas.
- El jugo de la planta puede provocar irritación y ampollas en la piel al exponerse al sol (fotosensibilización).
- En poblaciones de Europa oriental y Asia preparaban una cerveza con los tallos fermentados, llamados el parst o el bartsch de los polacos.

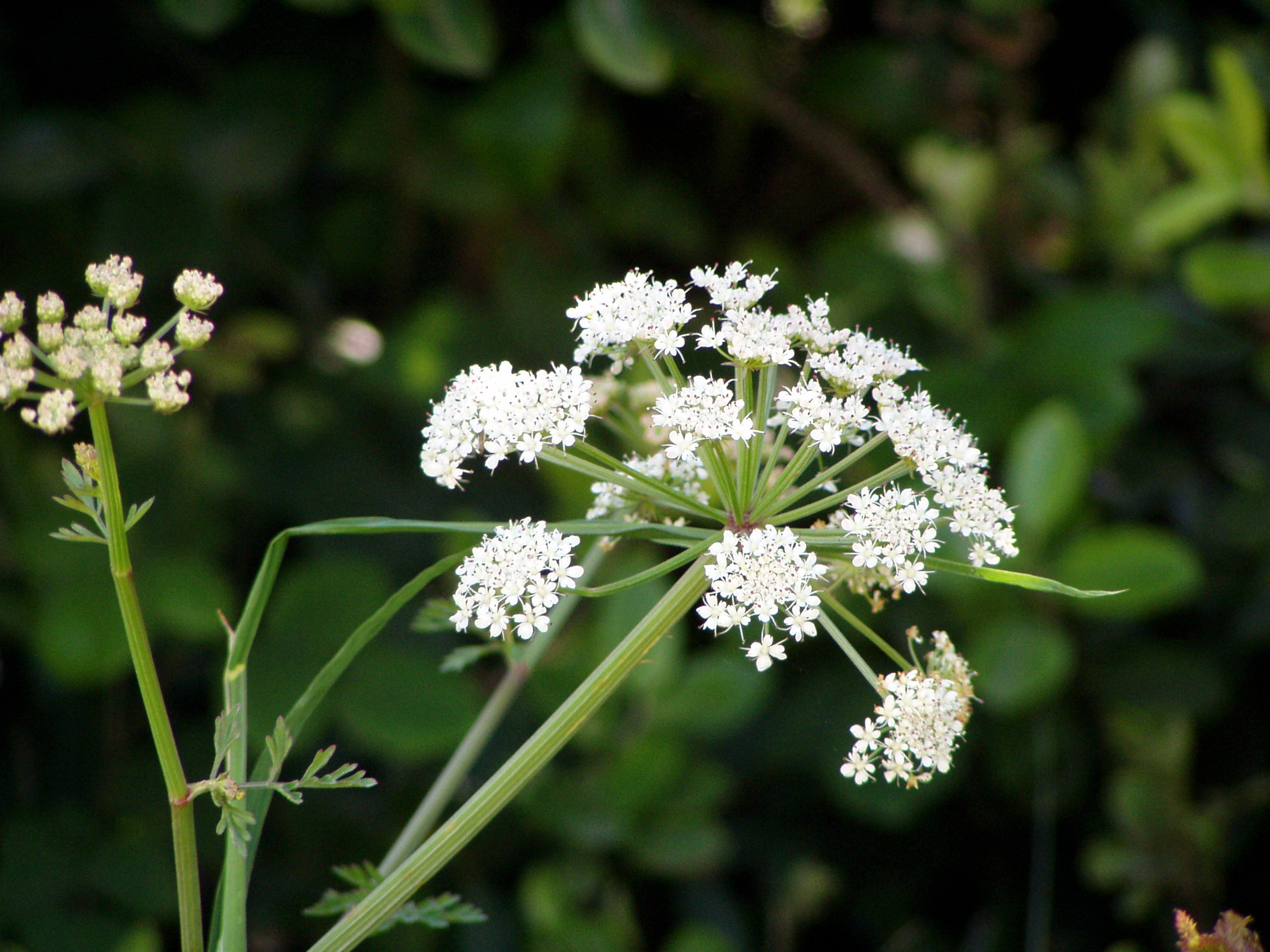
Flores.

## Nombres comunes
- Castellano: aperauchi grande, belleraca, blanca ursina falsa, branca ursina, branca-ursina alemana, branca-ursina espuria, branca ursina falsa, caliborcia, cancuera, cáncula, cañaheja, copa garbancera, cornases, esfondilio, espondilio, hierba de Hércules, hojas, lampaza, lampazo, patagallina, pie de oso, ramaza, talaprados, tanecas, trébol de oso, tuero, ursina, zebuoda.[3]